# Mirosław Herbowski
Mirosław Emil Herbowski – polski pianista, profesor sztuk muzycznych.

## Życiorys
W 1982 r. ukończył studia instrumentalistyki w Akademii Muzycznej w Krakowie, w 2004 r. habilitował się. W 2014 r. uzyskał tytuł profesora sztuk muzycznych. Został pracownikiem naukowym w Instytucie Muzyki, Kolegium Nauk Humanistycznych Uniwersytetu Rzeszowskiego i w Akademii Muzycznej w Krakowie.